# Lagotis brevituba
Lagotis brevituba là một loài thực vật có hoa trong họ Mã đề. Loài này được Maxim. mô tả khoa học đầu tiên năm 1881.